# Ringvejen (Hjørring)
 For alternative betydninger, se Ringvejen. (Se også artikler, som begynder med Ringvejen)
Ringvejen  er en to sporet ringvej der går igennem det vestlige Hjørring, Vejen er en del af sekundærrute 190 der går fra Nørresundby til Hjørring, og er med til at lede trafikken uden om Hjørring Centrum, så byen ikke bliver belastet af så meget gennemkørende trafik.
Vejen forbinder Ålborgvej i syd med Ramsvej i nord ved frakørsel 2 Hjørring N (Hirtshalsmotorvejen), og har forbindelse til Skovvej, Poppelvej, Vandværksvej, Frilandsvej, Farøvej, Frederikshavnsvej, Vester Hedevej, Thomas Morilds Vej, Spangkærvej og Skagenvej